# Ault
Ault je francouzská obec v departementu Somme v regionu Hauts-de-France. V roce 2012 zde žilo 1 629 obyvatel.

## Geografie
Obec se nachází při průlivu La Manche na silnici D19, 32 km západně od města Abbeville. Sousední obce jsou: Friaucourt, Saint-Quentin-la-Motte-Croix-au-Bailly a Woignarue.

## Historie
Na území obce byly nalezeny doklady osídlení z doby kamenné. Přestože je název obce odvozen od latinského slova altus (vysoký, hluboký), není doloženo osídlení z doby římské. Ve středověku patřila obec k opatství Saint-Valery-sur-Somme, založenému v 7. století.

## Pamětihodnosti
- kostel svatého Petra z 15.-16. století
- památník obětem války, navržený Paulem Landowským
- dvě kaple z 19. století
- maják

## Vývoj počtu obyvatel
Počet obyvatel